# Des Teufels Bad
Des Teufels Bad (Engels: The Devil's Bath) is een Oostenrijks-Duitse horrorfilm uit 2024, geschreven en geregisseerd door Veronika Franz en Severin Fiala.

## Verhaal
In 1750 trouwt een jonge vrouw, Agnes genaamd, in Opper-Oostenrijk met een vreemdeling. Ze voelt zich vervreemd en eenzaam in zijn onbekende wereld. Omdat ze erg vroom en emotioneel is, isoleert ze zichzelf steeds meer van het leven en werk op het platteland. Ze ziet geen ontsnapping aan haar innerlijke kwelling, behalve een gruwelijke daad van geweld.

## Rolverdeling
| Acteur            | Personage            |
| ----------------- | -------------------- |
| Anja Plaschg      | Agnes                |
| Maria Hofstätter  | Schoonmoeder Gänglin |
| David Scheid      | Wolf                 |
| Natalija Baranova | Ewa Schikin          |
| Lukas Walcher     | Luke                 |
| Claudia Martini   |                      |
| Agnes Lampl       |                      |
| Camilla Schilia   |                      |

## Productie
De film werd geproduceerd door de Oostenrijkse Ulrich Seidl Film Production GmbH in coproductie met het Duitse Heimatfilm. De productie werd gefinancierd door het Oostenrijkse Filminstituut, het Weense Filmfonds, Filmstandort Austria (FISA) en de deelstaat Neder-Oostenrijk, het Duitse Filmfonds, de Film- en Mediastichting NRW en Eurimages. De Österreichischer Rundfunk, de Bayerischer Rundfunk en ARTE steunden de film.

## Release en ontvangst
Des Teufels Bad ging op 20 februari 2024 in première op het Internationaal filmfestival van Berlijn in de competitie voor de Gouden Beer. De film werd geselecteerd als Oostenrijkse inzending voor de beste niet-Engelstalige film voor de 97ste Oscaruitreiking.

## Prijzen en nominaties
De belangrijkste:
| Jaar | Prijs                                   | Categorie                                       | Genomineerde(n)                 | Uitslag     |
| ---- | --------------------------------------- | ----------------------------------------------- | ------------------------------- | ----------- |
| 2024 | Europese filmprijzen                    | Beste kostuums                                  | Tanja Hausner                   | Gewonnen    |
| 2024 | Internationaal filmfestival van Berlijn | Gouden Beer                                     | Veronika Franz en Severin Fiala | Genomineerd |
| 2024 | Internationaal filmfestival van Berlijn | Zilveren Beer voor de beste artistieke bijdrage | Martin Gschlacht                | Gewonnen    |
| 2024 | Film Fest Gent                          | Grand Prix voor Beste Film                      | Veronika Franz en Severin Fiala | Genomineerd |